# Тульс Люпер
Тульс Люпер — персонаж, созданный режиссёром Питером Гринуэем. Люпер — писатель, археолог, орнитолог, создатель художественных проектов, который провёл всю жизнь в тюрьмах.
В интервью, данном онлайн-журналу «Salon.com», Питер Гринуэй заметил, что «Тульс Люпер своего рода альтер эго, созданное много лет назад, — Тульс мог быть сказан в рифму к пульсу на твоем запястье, а Люпер — искаженное латинское люпус, то есть волк. Так что, как насчёт „опасность поджидает за каждой дверью твоей жизни?“»
Тульс Люпер упоминается в ранних фильмах Гринуэя «Прогулка через Эйч» (A Walk Through H: The Reincarnation of an Ornithologist), «Вертикали» (Vertical Features Remake) и «Падения» (The Falls), и появляется в качестве главного героя в позднем проекте «Чемоданы Тульса Люпера» (The Tulse Luper Suitcases), где уточняется, что он является персонажем № 1.
Тульс Генри Пёрселл Люпер родился 29 сентября 1911 года в Ньюпорте, Уэльс. В его жизни было 92 тюрьмы. Первой тюрьмой (1921 год) стал угольный сарай в Ньюпорте. Отец запер Тульса на три часа за то, что он написал своё имя на осыпающейся кирпичной стене, которая обрушилась на него. В сарае десятилетний Тульс собрал свой первый чемодан — чемодан угля. Это случилось в августе, в воскресенье. Известно, что Тульс жил в Ньюпорте по крайней мере до 1921 года.
В 1924 году двенадцатилетний Люпер покинул родной дом, чтобы учиться в школе в Аберистуите, Уэльс. Мать Тульса собрала игрушки сына в чемодан № 2.
В 18 лет Люпер прочитал письма отца, посланные к матери Тульса в 1916—1917 годы с полей Фландрии. Они стали чемоданом любовных писем.
В 1929 году Люпер поступил в Тринити-Колледж, Дублинский университет. В 1930 году студент Люпер задумал проект «Water Wrackets» и посетил Корк. В 1931 году Люпер и Мартино Нокавелли некоторое время гостили в Лондоне. В 1932 году Люпер посетил Гуль (Goole), Йоркшир. В 1933 Люпер участвовал в археологических раскопках в Чепстоу, Уэльс.
В 1934 (по другим сведениям — в 1938) году в городе Моав, штат Юта, Люпер и его друг Мартино Нокавелли были заняты поисками в пустыне покинутых городов мормонов. Во время раскопок Люпер вторгся на частную территорию семьи Хокмайстеров. Вскоре Люпера ложно обвинили в совращении малолетних и арестовали. Спустя некоторое время Мартино Нокавелли помог Люперу сбежать из тюрьмы Моава, после чего они вернулись в Европу.
В 1938 году Люпер работал в Антверпене внештатным корреспондентом двух газет. 23 августа 1938 года бельгийские нацисты арестовали его по обвинению в шпионаже и поместили в ванную комнату отеля при Центральном железнодорожном вокзале, где его непосредственными тюремщиками стали Гюнтер Зелоти и Стефан Фигура.
11 мая 1940 года Сезам Эзау и Гюнтер Зелоти увезли Люпера поездом из Антверпена. С 16 по 20 мая 1940 года Люпера держали в подвале дома № 17, Фортлан-Штрассе, Гент, Бельгия. В 1989 году в этом здании была открыта галерея. С 26 по 30 мая Люпера держали в церкви в Лилле. 5 июня 1940 года Люпер был в квартале Парижа Маре. 17 июля или 17 июня 1940 года Люпер был в Менильмонтане, районе Парижа.
Летом или осенью 1940 года, когда Франция была оккупирована немцами, тюремщики Люпера перевезли его в замок в Во-ле-Виконт, где немецкий генерал Фестлинг создавал арийский родильный дом.
Затем Люпер оказался в заключении в кинотеатре в Страсбурге напротив собора, где он смотрел фильмы о побегах из тюрьмы. Из Страсбурга Люпер сбежал в дом на французском побережье в Динаре. Под угрозой ареста немецкими солдатами, Люпер сел на лайнер, направлявшийся в нейтральный Лиссабон, где его поместили в заключение в плавательном бассейне корабля, заставив вместе с многочисленными театральными труппами придумывать оперные спектакли для захвативших судно коллаборационистов. В конце концов, Люпер прыгнул за борт и был выброшен морем на берег острова Сарк в Ла-Манше (1942 год).
Покинув Сарк, Люпер, предположительно, посетил Касабланку и другие города, после чего оказался в качестве военнопленного в местечке Доссольдопа на лигурийском побережье (1942 год). Там Люпер участвовал в археологических раскопках, посвящённых Медее, и играл под фонограмму в оркестре. Очень скоро Люпер стал любовником Люсинды, жены фашистского генерала Морелли, что не осталось в тайне. Спасаясь от генерала, Люпер сбежал в Турин, где был посажен итальянскими фашистами в башню Антонелли. Там он работал лифтёром, исследовал горы еврейских чемоданов и писал истории их владельцев.
2 мая 1943 года Люпер покинул Турин и, предположительно, посетил Пизу. Следующим местом пребывания Люпера назван Бильбао, где Люпер обзавёлся чемоданом из свиной кожи. Внутри него лежало изображение свиньи, которое Люпер передал Аристиду Майолю в Барселоне, своей следующей тюрьме.
В Барселоне Люпер встретился с мадам Плэнз и Матильдой Фигурой, а также на выгодных для себя условиях добровольно стал узником Гумберта Флинта, работавшего на Зелоти.
В 1943 или 1944 году Люпера переместили в Венецию и заключили в Палаццо Фортуни. Люпер совершил побег, при котором погиб его тюремщик Зелоти. В Венеции Люпер встретил Юлия Лефреника. Во время поездки на моторной лодке по каналам, Лефреник признался Люперу в любви. Украв коня, принадлежавшего архитектору Стурли Крэклайту, Люпер покинул город и, при неизвестных обстоятельствах, оказался в Будапеште, приблизительно в ноябре 1944 года. Там Люпер работал в морге на берегу Дуная и познакомился с Раулем Валленбергом. Люпер работал в морге три месяца и создал вымышленные записки к трупам утопленников, которые стали содержимым соответствующего чемодана.
В августе 1944 года Люпер, попутно посетив Триест (где по слухам встретился с Сисси Колпитц), прибыл в Рим. Скорее всего, его доставили сюда люди Лефреника. Люпер, которому было на тот момент 33 года, жил у римской площади до мая 1945-го. Всего он провёл в Риме девять месяцев. Там Люпер создал архитектурный проект, основанный на воскрешенных римских обелисках. После того как американцы освободили Рим, Юлий Лефреник умер в ванной комнате отеля возле Колизея при загадочных обстоятельствах, связанных с ураном. Из-за связи со смертью Лефреника, американская военная полиция стала разыскивать Люпера, которого также преследовала его бывшая любовница Пэшн Хокмайстер, дочь Лефреника.
В самые последние дни войны Люпер сбежал из Рима, держа путь назад в Англию. Переодетый в итальянского кавалерийского офицера Люпер, называя себя Джакомо Фаренти, в самые последние дни войны ехал на белой лошади через северную Италию. 8 мая в 2 часа 9 минут, в момент окончания Второй мировой войны, в лесу под Больцано лошадь Люпера стала причиной аварии, в которой погиб Лейтенант Харпш. Эту ночь Люпер провёл в лесу. Утром Тульса арестовали и посадили в заключение в ресторане Больцано. Золотые слитки, найденные в разбитой машине, спрятали под кроватью Люпера. Во время заключения Люпер написал «Золото». В один из дней Люпер встретил Примо Леви, возвращающегося из концентрационного лагеря. Люпер узнал в девочке из ресторана Фиделию — дочь Харпша. Всего Люпер провёл в Больцано 121 день. Приблизительно 6—7 сентября 1945 года Люпер совершил побег и на белой лошади направился на север к горам и сосновым лесам.
Дальнейшие передвижения Люпера датировать сложно. Известно, что где-то в 1945—1946 году Люпера держали взаперти в дипломатическом роллс-ройсе, припаркованном на лугу где-то в Чехословакии. Враждующие коммунистические фракции хотели, чтобы Люпер написал их историю. Прикованный наручниками к рулю, Люпер познакомился с Констанцией Булицкой.
После этого Люпер появлялся в Любляне, в плавательном бассейне в Варшаве (в 1948 году?), в Вене, на шоколадной фабрике в Мальмё.
Приблизительно в 1950 году Люпер оказался в Москве. Люпер организовал картель сказочников, в связи с чем его арестовали и заключили в ванную комнату на Лубянке. Люпер написал в Москве «Историков», «Аугсбергенфельдт» и «Гольциуса и Пеликанью компанию».
В московской тюрьме Люпер снова встретил Рауля Валленберга. Одним днём Люпера, Валленберга и их друга Степана Музиля забрали из тюрьмы и посадили в автомобиль с русскими солдатами, которые убили Музиля и выбросили его тело из машины. Люпера и Валленберга направили на запад для дипломатического обмена. Через Lechstein-Bergen в ГДР Люпера и Валленберга доставили на контрольно-пропускной пункт рядом с Кройцбургом, на границе между Восточной и Западной Германией (это произошло в 1951 году). КПП находился на мосту через реку Верра. Обмен был сорван и Валленберга возвратили назад в СССР, а Люпер остался в заключении у Котчева, русского коменданта КПП. Это стало сорок шестой тюрьмой Тульса Люпера. В течение всего своего пребывания на КПП Люпер рассказывал жене коменданта каждый день по три истории, которые стали позже известны как «Gulag Scheherazade». Всего этих историй — 1001. Люпер пробыл там 334 дня и совершил побег после тысячной истории.
В том же 1951 году в Лондоне, в рамках фестиваля Британии, Мартино Нокавелли организовал первую люперовскую выставку, положившую начало люперовской индустрии и академическому люпероведению.
Сбежав из Кройцбурга, Люпер попал в Югославию, затем он был в Осло (1953 г.), Загребе, Салониках, Тель-Авиве, Иерусалиме, Берлине (1961 г.), Римини (1962 г.), курорте на побережье Чёрного моря.
В 1962 году Люпера отослали в Гонконг, где он стал снимать порнографию. Его компания получила название «Соляной столп». Он встретил Пэшн Хокмайстер и Абеля Готтшалька. Люпер познакомился с Садако О — переводчицей и инспектором комиссии по морали. Садако стала одной из актрис Люпера, а потом его любовницей. Она убила Пэшн.
В 1968 году Люпер убежал в Японию и стал кающимся грешником в одном из храмов Киото. Существует версия, что в мае 1968-го 57-летний Люпер участвовал в парижских демонстрациях.
В семидесятые годы Люпер был в Медина-Сидонии, Антарктиде, Тромсо, Палермо и других местах. В 1980-х Люпер жил в апартаментах в Пекине, появлялся в Шанхае и Болонье.
В 1989 году 77-летний Люпер занялся археологическими раскопками в Маньчжурии, чтобы найти дворец Хубла-Хана. Был слух, что 9 июня 1989 года Люпер утонул. С другой стороны, Люпер якобы был свидетелем падения Берлинской стены.
Возможно, что Люпер всё ещё жив.